# Zhao Changqing
 (mars 2021).
Si vous disposez d'ouvrages ou d'articles de référence ou si vous connaissez des sites web de qualité traitant du thème abordé ici, merci de compléter l'article en donnant les références utiles à sa vérifiabilité et en les liant à la section « Notes et références ».
Zhao Changqing, (né en avril 1969) est un professeur d'histoire et militant politique dans la république populaire de Chine.
Zhao Changqing est un des 303 intellectuels chinois signataires de la charte 08.

## Référence
1. ↑  Le Figaro : Charte 08 et les signataires